# День дурака (фильм, 1986)
«Первое апреля — день дураков» (англ. April Fool's Day) — американский художественный фильм.

## Сюжет
Группа подростков собирается провести уикенд в загородном особняке у своей однокурсницы, расположенном на уединённом острове. Шумное веселье наполнено первоапрельскими шутками. Но постепенно, со временем, загадочным образом начинают пропадать люди. И смешные шутки уже становятся страшными…

## В ролях
- Дебора Формен — Маффи / Баффи Сент-Джон
- Джей Бейкер — Харви Эдисон
- Дебора Гудрич — Никки Брашарес
- Кен Оландт — Роб Феррис
- Гриффин О'Нил — Скип Сент-Джон
- Леа Пинсент — Нан Янгблад
- Клейтон Ронер — Чэз Вышински
- Эми Стил — Кит Грэм
- Томас Фрэнсис Уилсон — Арч Каммингс

## Съёмочная группа
- Режиссёр — Фред Уолтон
- Автор сценария — Данило Бах
- Продюсер — Фрэнк Манкузо младший
- Художник-постановщик — Стюарт Кэмпбелл
- Редактор — Брюс Грин
- Оператор — Чарльз Мински
- Композитор — Чарльз Бернштейн

## История проката

### Даты премьер
Даты приведены в соответствии с данными IMDb.
- США — 27 марта 1986
- Франция — 23 июля 1986
- Финляндия — 8 августа 1986
- Австралия — 11 декабря 1986
- ФРГ — 14 декабря 1987

## Ремейк
В 2008 году состоялась премьера ремейка оригинального фильма — «День смеха», снятого братьями Бутчерами.